# Campeonato Europeo de Triatlón de 2006
El XXII Campeonato Europeo de Triatlón se celebró en Autun (Francia) entre el 23 y el 25 de junio de 2006 bajo la organización de la Unión Europea de Triatlón (ETU) y la Federación Francesa de Triatlón.

## Resultados
| Evento    | Oro                                | Plata                             | Bronce                            |
| --------- | ---------------------------------- | --------------------------------- | --------------------------------- |
| Masculino | Frédéric Belaubre Francia 1:56:44  | Cédric Fleureton Francia 1:57:11  | Andrew Johns Reino Unido 1:57:29  |
| Femenino  | Vanessa Fernandes Portugal 2:10:41 | Anja Dittmer · Alemania · 2:11:48 | Nadia Cortassa · Italia · 2:11:54 |

## Medallero
| Núm. | País        | Oro | Plata | Bronce | Total |
| ---- | ----------- | --- | ----- | ------ | ----- |
| 1    | Francia     | 1   | 1     | 0      | 2     |
| 2    | Portugal    | 1   | 0     | 0      | 1     |
| 3    | Alemania    | 0   | 1     | 0      | 1     |
| 4    | Italia      | 0   | 0     | 1      | 1     |
| 4    | Reino Unido | 0   | 0     | 1      | 1     |
|      | TOTAL       | 2   | 2     | 2      | 6     |